# Kilt

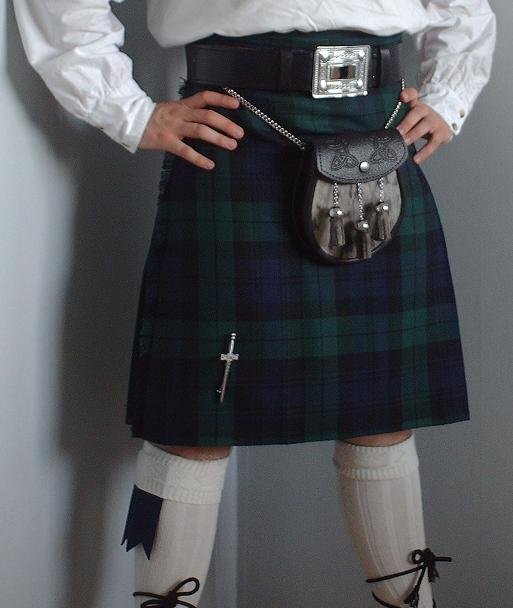
Kilt

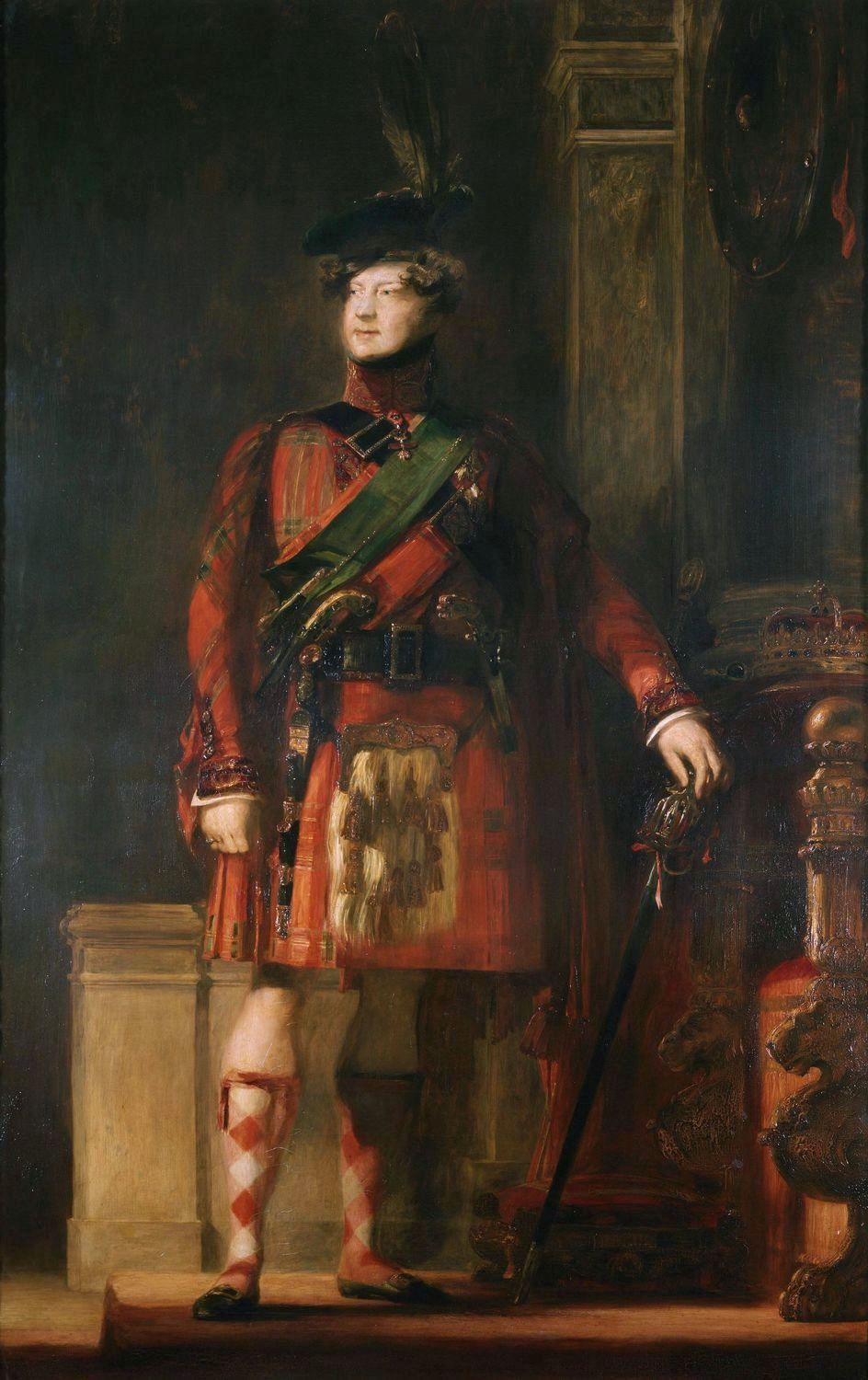
Kung Georg IV i kilt.

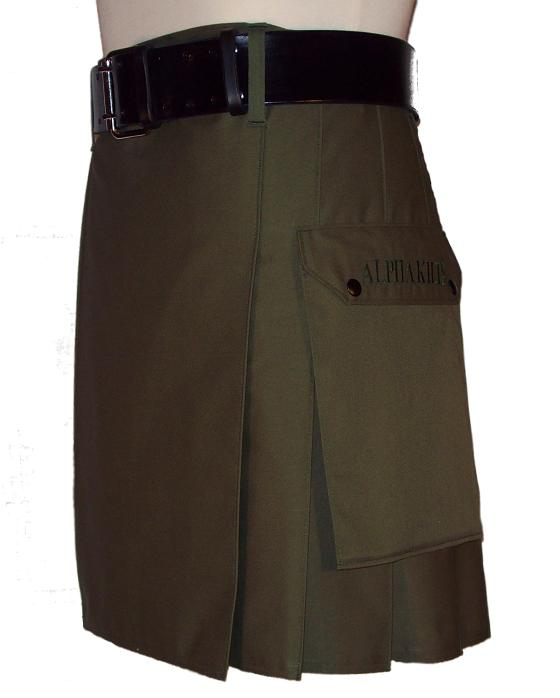
Exempel på modern kilt.

En kilt är ett plagg, sytt i ylle, som ser ut som en kjol, som bärs av män i Skottland. Även kvinnor kan bära kilt, men den ser då mer ut som en kiltliknande kjol. I säckpipeband används kilt både av män och kvinnor. De olika skotska klanerna hade sitt eget mönster. Även andra keltiska folk har blivit förknippade med kilt. Den detalj som i första hand skiljer en kilt från en kjol är att den inte har någon lodrät söm, utan hålls ihop av ett spänne. Eftersom inte kilten har några fickor så bärs en liten väska (sporran) frampå magen. Det går åt cirka 7 meter tyg för att göra en kilt.
Fram till mitten av 1800-talet var det speciella mönstret, tartanen, förknippat med regioner snarare än klaner, detta eftersom mönstren tillverkades av lokala väverier som använde de naturliga färgämnen som fanns i det området. Det var alltså inte förrän mot slutet av 1800-talet som tartaner blev förknippade med specifika skotska klaner eller familjer, eller organisationer som har (eller vill ha) anknytning till det skotska kulturarvet.
Eftersom kiltarna i mångt och mycket har blivit en symbol för broderskap, existerar de inom bland annat studentlivet och inom vissa ordenssällskap.

## Historia
Kiltens historia sträcker sig minst till slutet av 1500-talet. Kilten är den traditionella klädnaden i de skotska högländerna för män och pojkar. På 1600- och 1700-talet började den användas som vanligt plagg. Kilten som en symbol för nationell tillhörighet är relativt ung. Det var först under 1800-talets romantik kilten började förknippas med skottar och blev så småningom adopterad av folket i låglandet och av skottar som bodde utomlands, främst i USA. Andra keltiska folkslag (som till exempel irländare eller walesare) har också låtit kilten bli en del av den nationella kulturen, dock i mindre utsträckning. Kjolar som var besläktade med kiltar hade för länge sedan blivit glömda i andra kulturer där de var vanliga förr såsom i Gallien och Skandinavien.
Själva ordet kilt kommer från skotska "kilt" i betydelsen "att kjola plagg runt kroppen". Skotskan verkar i sin tur ha lånat ordet från fornnordiska nybyggare. Traditionellt bär man inte några underkläder under kilten.

## Moderna kiltar
Moderna kiltar har börjat dyka upp på klädmarknaden i Skottland, och Nordamerika i olika material, som läder, denim, manchester, och bomull. 
Dessa kan vara utformade som helg- eller vardagskläder, för sport och fritid eller arbetskläder. Vissa liknar de traditionella kiltarna, medan andra mer ser ut som långa fritidsshorts och har fickor för verktyg.
Hösten 2005 lanserade Blåkläder "hantverkskilten". Den har hängande spikfickor, tumstocksficka, mejselficka och hammarhank. Hantverkskilten ingår idag i Blåkläders produktutbud.